# 黑斑安迪麗魚
黑斑寶麗魚又名黑斑寶麗魚為輻鰭魚綱䲁形目慈鯛科安迪麗魚屬的其中一種，分布於中美洲巴拿馬及哥斯大黎加的淡水流域，體長可達14.5公分，棲息在有機物豐富的淺水溪流，會成小群活動，屬肉食性，以昆蟲為食。